# Psammophis crucifer
Psammophis crucifer är en ormart som beskrevs av Daudin 1803. Psammophis crucifer ingår i släktet Psammophis och familjen snokar. Inga underarter finns listade i Catalogue of Life.
Denna orm förekommer i Sydafrika, Lesotho och Swaziland. Arten lever i låglandet och i bergstrakter upp till 3000 meter över havet. Habitatet varierar mellan gräsmarker och buskskogar (fynbos). Individerna gömmer sig i jordhålor, mellan stenar, i termitstackar och i bergssprickor. Honor lägger ägg.
För beståndet är inga hot kända. Hela populationen anses vara stabil. IUCN listar arten som livskraftig (LC).